# Kit Bond
Christopher Samuel "Kit" Bond (6 de março de 1939 – 13 de maio de 2025) foi um político e advogado americano. Bond era membro do Partido Republicano. Ele foi um dos que apoiaram a prisão de Julian Assange em um abaixo-assinado em 2010.

## Biografia

### Família
Bond nasceu em 6 de março de 1939, Era filho de Elizabeth Green e Arthur D. Bond. Era casado com Linda Bond.

### Início de carreira
Bond graduou-se em direito entre 1956 a 1960 na Universidade de Princeton, entre 1963 e 1964 foi assistente jurídico do desembargado federal Elbert Tuttle, entre 1964 e 1967 exerceu advocacia em Washington D.C..

### Auditor do Missouri
Quatro anos depois de voltar de Washington, foi eleito aditor do Missouri com 48% dos votos válidos, ocupou o cargo entre 1971 a 1973.

### Primeiro mandato como governador
Bond foi eleito governador do Missouri em 1972, tomando posse em 1973, tornando-se o governador mais jovem da história, com 33 anos de idade.

### Segundo mandato como governador
Em 1980 foi eleito novamente para o cargo, foi Presidente da Associação dos Governadores do Meio Oeste dos Estados Unidos em 1983, deixou o cargo em 14 de janeiro de 1985.

### Senador dos Estados Unidos
Bond foi eleito para o senado em 1986 com 53% dos votos, sendo reeleito em 1992, 1998 e 2004, decidiu não se candidatar a reeleição em 2010.

### Morte
Bond morreu em 13 de maio de 2025, em St. Louis, aos 86 anos.